# Dominik (tygodnik)
Dominik – katolicki miesięcznik dla dzieci w wieku szkolnym, założony w Krakowie w 1999 roku (jako tygodnik), ukazujący się do dziś. 
Pierwszy numer ukazał się 21 marca 1999 roku. 
Od numeru 401 z 16 września 2007 tytuł pisma został zmieniony na Dominik idzie do I Komunii Świętej.  Profil pisma i odbiorca został zawężony do uczniów drugiej i trzeciej klasy szkoły podstawowej, przygotowujących się do pierwszej Komunii świętej. Od września 2014 roku czasopismo wydawane jako miesięcznik. Wydawany do marca 2020 roku.